# Pinus praetermissa
Pinus praetermissa (Сосна Маквея) — вид роду сосна родини соснових.

## Середовище проживання
Ендемік Мексики: штати Дуранго, Халіско, Наяріт і Сіналоа. Діапазон висот: 900—1900 м над рівнем моря. Сухий сезон триває з листопада по травень, річна кількість опадів коливається від 1000 до 1500 мм. Росте на відкритих, сухих ділянках, часто на кам'янистих схилах.

## Опис
Це вічнозелене, як правило, від 10 до 15 метрів, рідко до 20 м заввишки дерево або чагарник. Стовбур кручений або зігнутий, може мати гілки знизу. Діаметр на висоті грудей становить близько 30 см. Молоді пагони тонкі, голі, спочатку червонувато-коричневі й сіро-коричневі пізніше. Голки в пучках по 5, 8–16 см в довжину, 0,5–0,7 мм шириною, світло-зелені. Пилкові шишки від рожевого до червонуватого кольору, довгасто-яйцеподібні, від 1 до 1,5 см у довжину з діаметром близько 5 міліметрів. Насіннєві шишки зазвичай від 5 до 6,5 см, рідко від 4 до 7 см в довжину і діаметром від 5 до 8 сантиметрів. Насіння косо-яйцеподібні, 5–8 мм завдовжки, 3–4 мм шириною, темно-сіре або чорно-плямисте. Насіннєві крила довжиною 12–18 мм, шириною 5–8 мм, сіро-коричневі.

## Використання
Невідомо нічого конкретного про використання, ймовірно, деревина використовується разом з іншими видами сосен.

## Загрози та охорона
Основною загрозою є надмірна вирубка. Перебування на охоронних територіях не відоме.